# Pfarrkirche Velm-Götzendorf

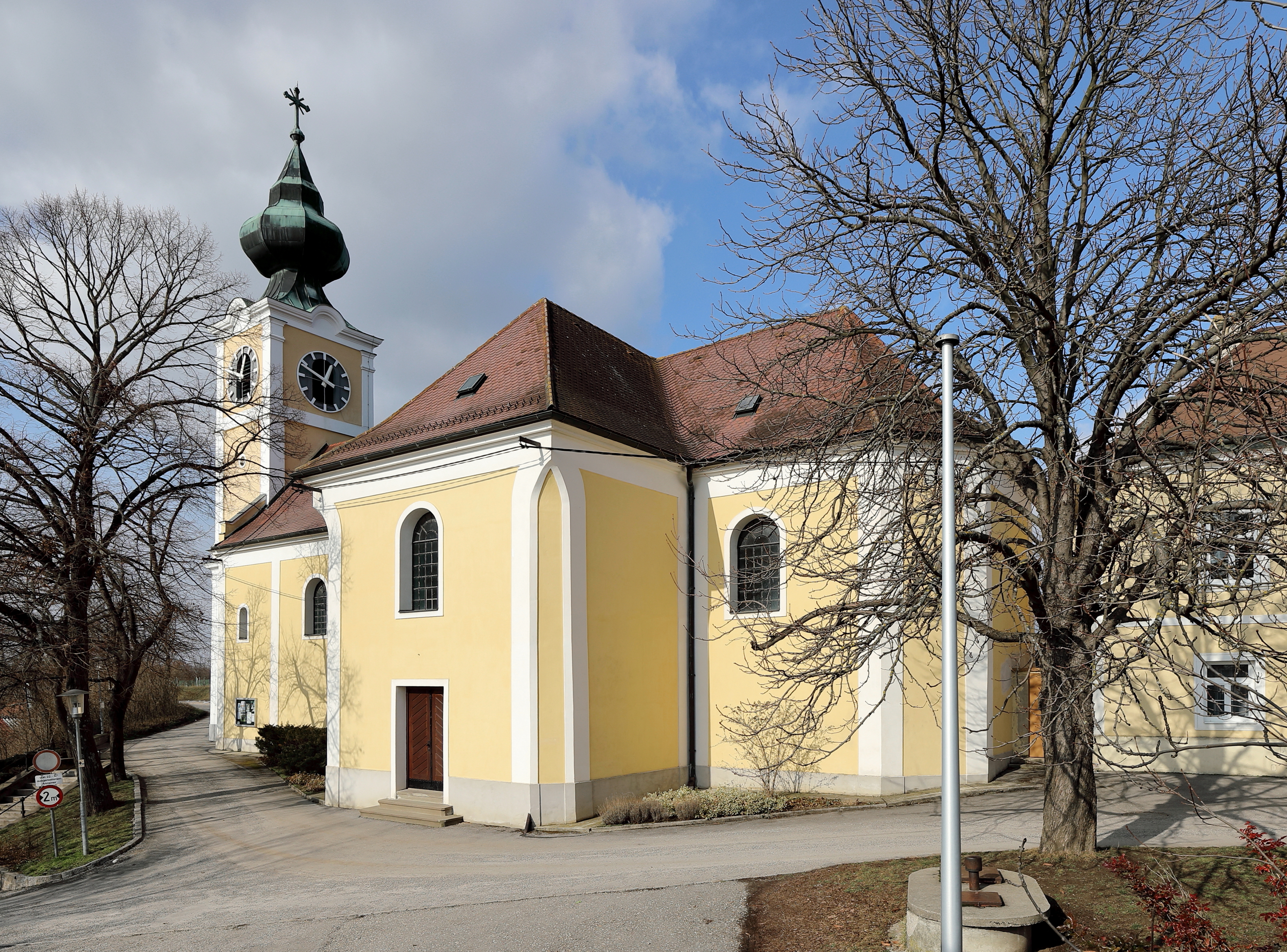
Katholische Pfarrkirche hl. Leopold in Velm-Götzendorf

Die römisch-katholische Pfarrkirche Velm-Götzendorf steht weithin sichtbar erhöht auf einem Kirchberg in der Mitte der Ortschaft der Gemeinde Velm-Götzendorf in Bezirk Gänserndorf in Niederösterreich. Die dem Patrozinium des Heiligen Leopold unterstellte Pfarrkirche gehört zum Dekanat Zistersdorf in der Erzdiözese Wien. Die Kirche steht unter Denkmalschutz (Listeneintrag).

## Geschichte
Von 1137 bis 1951 war die Kirche dem Stift Klosterneuburg inkorporiert. Die Pfarre wurde 1783 gegründet.
Der barocke Kirchenbau wurde von 1766 bis 1772 errichtet. Im Jahr 1824 wurde die Kirche baulich erweitert. Im Zuge des Zweiten Weltkriegs erlitt sie 1945 schwere Beschädigungen.

## Architektur
Der schlichte Kirchenbau mit einem einheitlichen Satteldach hat ein schmales Langhaus mit einem schlanken vorgestellten Westturm von 1772. Die Fassaden zeigen eine Lisenengliederung und Rundbogenfenster, betont durch ein umlaufendes Gesims und am Turm weitergezogen. Der dreigeschoßige Turm hat eine Pilastergliederung und große Schallfenster, er trägt einen Zwiebelhelm von 1778. Am Langhaus gibt es beidseits eine querschiffartige Ausweitung nach Norden und Süden und einen Chor mit einem Dreisechstelschluss mit großen Rundbogenfenstern und Lisenengliederung. Die zweigeschoßige Sakristei steht im Norden des Chores. Die Kirche hat Rechteckportale im Westen und Süden.
Das Kircheninnere zeigt ein zweijochiges Langhaus unter einem Kreuzgewölbe zwischen Doppelgurten auf flachen Wandpfeilern mit Doppelpilastern und einem umlaufenden Gesims. Die Orgelempore ist unterwölbt. Der rundbogige Triumphbogen schließt an die platzgewölbte Vierung, die Vierung an die platzlgewölbten Querschiffarme auf flachbogigen Gurtbögen auf flachen Wandpfeilern im Norden und Süden. Der einjochige Chor mit einem Platzlgewölbe hat einen flachbogigen Schluss. Die Sakristei hat eine flache Decke, darüber befindet sich ein Oratorium.

## Einrichtung
Der schlichte spätbarocke Hochaltar von 1773 als Doppelsäulenaltar wurde in der ersten Hälfte des 19. Jahrhunderts verändert. Er zeigt das Altarblatt hl. Leopold wohl von Leopold Kupelwieser, der Auszug trägt Putti. Die übrige Einrichtung wurde 1945 schwer beschädigt und ging verloren.
Die Seitenaltäre stehen auf schlichten Mensen. Der linke Seitenaltar trägt eine Figur Herz Jesu aus dem 19. Jahrhundert. Der rechte Seitenaltar zeigt ein Bild Mariahilf aus der zweiten Hälfte des 18. Jahrhunderts.
Der barocke Taufstein aus dem 18. Jahrhundert hat einen Deckel mit der Figurengruppen Taufe Christi aus dem 19. Jahrhundert.
Das Orgelgehäuse entstand im Ende des 18. Jahrhunderts und beinhaltet ein Werk der Gebrüder Rieger 1914. Es gibt eine Glocke von 1761.